# Abacetus dorsalis
Abacetus dorsalis là một loài bọ chân chạy thuộc phân họ Pterostichinae. Loài này được Viktor Motschulsky mô tả lần đầu năm 1866.